# Nikon Z fc
Die Nikon Z fc ist ein spiegelloses Systemkameragehäuse des japanischen Herstellers Nikon mit Z-Bajonett aus dem Jahre 2021.

## Technische Merkmale
Die Z fc ist ein spiegelloses Systemkameragehäuse mit einem Bildsensor in der von Nikon als DX-Format bezeichneten Größe von 23,5 × 15,7 mm. Die maximale Bildgröße beträgt 5568 × 3712 Pixel, die effektive Auflösung 20,9 Megapixel. Sie ist mit dem Z-Bajonett ausgestattet und kann bis zu elf Fotos pro Sekunde aufnehmen.
Das Design des Gehäuses ist an die analoge Nikon FM2 aus den 1980er Jahren angelehnt. Das zeigt sich auch in der Bedienung. So lässt sich etwa die Belichtungszeit mit einem beschrifteten Einstellrad wählen, wie es bei klassischen SLR-Kameras üblich war.
Zeitgleich mit der Kamera wurde das Nikkor Z 28mm 1:2,8-Objektiv in einer Sonderedition im gleichen Retro-Design vorgestellt. An der Z fc hat das 28 mm eine Kleinbild-äquivalente Brennweite von 42 mm, es kann aber auch an Vollformatkameras eingesetzt werden. Dort ergibt sich dann die nominale Brennweite von 28 mm.
Die Videofunktionen sind in einer Auflösung bis 4K/UHD mit 30 fps, die Zeitlupensequenzen mit bis zu 120 fps in Full HD möglich. Wie das Schwestermodell Z 50 ist die Z fc mit einem Speicherkartenfach für SD-Speicherkarten ausgerüstet, XQD- und CFexpress-Karten können nicht verwendet werden.